# Dòng nội phối
Dòng nội phối (Inbred strains-Inbred lines) hay còn gọi là nòi nội phố, hay dòng lai đồng chủng, hoặc dòng lai cận huyết/cùng máu (linear animals) là các cá thể của một loài cụ thể gần giống nhau về kiểu gen do giao phối cận huyết (nội phối/giao phối gần) kéo dài. Một dòng được lai đồng chủng tạo khi nó trải qua ít nhất 20 thế hệ anh em x chị em hoặc con cái x bố mẹ giao phối với nhau, tại thời điểm đó ít nhất 98,6% locus trong một cá thể của dòng đó sẽ là đồng hợp tử và mỗi cá thể có thể được xử lý hiệu quả như nhân bản.

## Đại cương
Một số dòng lai cận huyết đã được lai tạo trong hơn 150 thế hệ, để lại các cá thể trong quần thể có bản chất hợp tự-Isogenic (nghĩa là mức độ giống nhau của các alen trong một sinh vật dẫn đến mức độ mà cả hai bản sao của nhiễm sắc thể hoặc gen có cùng trình tự di truyền). Các dòng động vật lai tạo đồng chủng thường được sử dụng trong các phòng thí nghiệm cho các thí nghiệm, nơi để có thể tái lập kết luận, tất cả các động vật thử nghiệm càng giống nhau càng tốt. Tuy nhiên, đối với một số thí nghiệm, có thể mong muốn sự đa dạng di truyền trong quần thể thử nghiệm.
Do đó, các dòng ngoại lai của hầu hết các động vật thí nghiệm cũng có sẵn, trong đó một dòng lai xa hay ngoại phối (outbred strains) là một dòng sinh vật có dạng hoang dã (kiểu hình hoang dã-wildtype) hiệu quả trong tự nhiên (hiện tượng lại tổ), ở đó càng ít giao phối cận huyết càng tốt. Một số loại cây nhất định bao gồm cả sinh vật mô hình di truyền là Arabidopsis thaliana tự thụ phấn tự nhiên, điều này khiến việc tạo ra các dòng lai cận huyết trong phòng thí nghiệm khá dễ dàng (các cây khác, bao gồm cả các mô hình di truyền quan trọng như ngô yêu cầu chuyển phấn từ hoa này sang hoa khác).
Động vật khi giao phối cận huyết đôi khi sẽ dẫn đến sự trôi dạt di truyền, sự chồng chéo liên tục của di truyền tương tự làm bộc lộ các kiểu gen lặn thường dẫn đến những thay đổi về hiệu suất sinh sản, thể trạng và khả năng sống sót và sức sinh tồn, thể trạng của sinh vật hay còn gọi là sự thoái hóa giống. Phép lai giữa hai dòng lai có thể được sử dụng để loại bỏ các gen lặn có hại, dẫn đến sự gia tăng các diện tích đã đề cập. Đây được gọi là ưu thế lai.
Các dòng lai, bởi vì chúng là các quần thể nhỏ của các cá thể đồng hợp tử, nên dễ bị cố định các đột biến mới thông qua sự trôi dạt di truyền. Phòng thí nghiệm Jackson trong một buổi thông tin về sự trôi dạt di truyền ở chuột, đã tính toán một ước tính nhanh về tỷ lệ đột biến dựa trên các đặc điểm quan sát được là 1 đột biến kiểu hình cứ sau 1,8 thế hệ, mặc dù họ cảnh báo rằng đây có thể là một đại diện thiếu vì dữ liệu họ sử dụng là đối với những thay đổi kiểu hình có thể nhìn thấy được chứ không phải những thay đổi về kiểu hình bên trong các dòng chuột, theo thống kê cứ sau 6-9 thế hệ, một đột biến trong trình tự mã hóa được cố định, dẫn đến việc tạo ra một chuỗi con lai thế hệ mới. 